# Totoras
Totoras is een plaats in het Argentijnse bestuurlijke gebied Iriondo in de provincie Santa Fe. De plaats telt 9.587 inwoners.